# Jewgienij Borisow
Jewgienij Walerjewicz Borisow, ros. Евгений Валерьевич Борисов (ur. 7 marca 1984) – rosyjski lekkoatleta, płotkarz.
W lutym 2008 wygrał Halowy Puchar Europy w Lekkoatletyce rozegrany w Moskwie. Na dystansie 60 metrów przez płotki uzyskał znakomity czas - 7,44 s, jest to szósty wynik w historii Europy na tym dystansie. Wynik ten stawiał go w szeregu faworytów do medalu podczas Halowych Mistrzostw Świata w Lekkoatletyce rozgrywanych w marcu 2008 w Walencji. Borisow nie zawiódł oczekiwań zdobywając brązowy medal ex aequo z Łotyszem Olijarsem. Dobrej formy z sezonu halowego nie udało mu się przenieść na sezon letni - reprezentował co prawda Rosję na Igrzyskach Olimpijskich w Pekinie, jednak odpadł tam już w pierwszej rundzie biegów eliminacyjnych na 110 metrów przez płotki (13,90 - 35. czas eliminacji). Wielokrotny mistrz i rekordzista kraju.

## Rekordy życiowe
- bieg na 110 m przez płotki – 13,55 (2008)/13,42w (2010)
- bieg na 50 m przez płotki – 6,44 (2009 & 2010) rekord Rosji
- bieg na 60 m przez płotki – 7,44 (2008) rekord Rosji